# 24962 Kenjitoba
24962 Kenjitoba (1997 UX8) là một tiểu hành tinh vành đai chính được phát hiện ngày 27 tháng 10 năm 1997 bởi A. Nakamura ở Kuma Kogen.